# Nephthys glossophylla
Nephthys glossophylla är en ringmaskart som beskrevs av Schmarda 1861. Nephthys glossophylla ingår i släktet Nephthys och familjen Nephtyidae. Inga underarter finns listade i Catalogue of Life.